# Кастро, Макслорен
Макслорен Санноэ Кастро Руфино (исп. Maxloren Sannoe Castro Rufino; родился 8 декабря 2007, Кальяо) — перуанский футболист, вингер клуба «Спортинг Кристал».

## Клубная карьера
Воспитанник футбольной академии клуба «Спортинг Кристал». В основном составе клуба 16-летний Макслорен дебютировал 15 февраля 2024 года в матче против «Депортиво Лос Чанкас». 24 февраля 2024 года забил свой первый гол за клуб в матч против «Карлос Маннуччи», в возрасте 16 лет, 2 месяцев и 16 дней став самым молодым автором гола в составе «Спортинг Кристал» в XXI веке.